# Kristofer Stange
Johan Kristofer Lennart Stange, född 28 september 1972 i Sollentuna, är en svensk musiker. Han har skrivit filmmusik till filmen Miffo och deltog i Melodifestivalen 2006 som låtskrivare till bidraget Kuddkrig framfört av rapgruppen Pandang.